# 小行星16997
小行星16997（16997 Garrone）是一颗绕太阳运转的小行星，为主小行星带小行星。该小行星于1999年2月10日发现。

## 轨道参数
小行星16997的轨道半长轴为2.2575619 UA，离心率为0.176。